# Karl Joppich
Karl Joppich (6 gennaio 1908 – 15 luglio 1940) è stato un calciatore tedesco, di ruolo centrocampista.